# Rue du Mouton (Paris)
La rue du Mouton est une ancienne voie de Paris qui était située dans l'ancien 7e arrondissement et qui a été absorbée, lors de l'extension et le réaménagement de la place de l'Hôtel-de-Ville et la reconstruction de l'hôtel de ville de Paris.

## Origine du nom
Jean de La Tynna suppose que le nom de cette rue est liée soit à « la maison du Mouton » ou à la « famille Mouton ».

## Situation
Avant 1844 et la démolition des bâtiments qui bordaient le côté droit, le côté des numéros pairs, cette rue faisait partie de 2 arrondissements : les numéros impairs étaient du quartier des Arcis, de l'ancien 7e arrondissement et les numéros pairs étaient du quartier de l'Hôtel-de-Ville, de l'ancien 9e arrondissement. À cette époque, les numéros de la rue étaient noirs. Le dernier numéro impair était le no 13 et le dernier numéro pair était le no 6.
Après 1844, la rue du Mouton d'une longueur de 59 mètres est située dans l'ancien 7e arrondissement, quartier des Arcis, et commençait au 39, place de l'Hôtel-de-Ville et finissait au 22, rue de la Tixéranderie. À cette époque, le dernier numéro impair est le no 13. Il n'y avait pas de numéro pair, ce côté étant confondu dans la place de l'Hôtel-de-Ville.

## Historique
En 1263, une des maisons de cette rue est désignée par le nom de « maison du Mouton ». Jean Mouton y possédait deux maisons au XIIIe siècle. Cependant, elle n'est pas citée dans Le Dit des rues de Paris de Guillot de Paris.
Un arrêt du conseil du 24 mars 1679, ordonne l'élargissement de cette voie publique.
Par décision ministérielle, en date du 20 septembre 1817, la largeur de cette rue devait être de 7,50 mètres. Cette largeur est portée à 10 mètres, en vertu d'une ordonnance royale du 6 mai 1836.
La Caisse de Poissy est située dans la rue.
Au mois de mai 1844, les bâtiments qui bordaient le côté droit, les numéros pairs, sont démolis, en sorte que la rue du Mouton était confondue avec la place de l'Hôtel-de-Ville.
La rue est absorbée lors de l'extension et le réaménagement de la place de l'Hôtel-de-Ville et la reconstruction de l'hôtel de ville de Paris.